# هاري لاوتر
هاري لاوتر (بالإنجليزية: Harry Lauter)‏ هو فنان وممثل أمريكي، ولد في 19 يونيو 1914 في الولايات المتحدة، وتوفي بنفس المكان في 30 أكتوبر 1990.

## أعمال

### أفلام
- (1958) الهتاف الأخير
- (1963) إنه عالم مجنون مجنون مجنون مجنون[4]

## وصلات خارجية
- هاري لاوتر على موقع IMDb (الإنجليزية)
- هاري لاوتر على موقع ألو سيني (الفرنسية)
- هاري لاوتر على موقع أول موفي (الإنجليزية)
- هاري لاوتر على موقع قاعدة بيانات الأفلام السويدية (السويدية)
- هاري لاوتر على موقع قاعدة بيانات الفيلم (الإنجليزية)
- هاري لاوتر على موقع كينوبويسك (الروسية)